# Elizabeth Popper
Elizabeth Popper (30 agosto 1962) è una tennistavolista venezuelana.

## Biografia
Ha rappresentato il Venezuela ai Giochi olimpici estivi di Seul 1988, dove fu alfiere durante la cerimonia d'apertura. Si classificò 33ª nel singolo.

## Palmarès
- Giochi panamericani

Caracas 1983: bronzo nel singolo; bronzo nel doppio; bronzo nel doppio misto;
Indianapolis 1987: bronzo nel doppio misto;
- Giochi centramericani e caraibici

L'Avana 1982: oro nel singolo; argento nel misto doppio; argento a squadre; bronzo nel doppio;
Santiago de los Caballeros 1986: oro nel singolo; argento nel doppio; argento a squadre; bronzo nel doppio misto;